# Сукалки
Сука́лки (баск. sukalki — «сделано в кухне») — типичное блюдо баскской кухни. Представляет собой мясное рагу из телятины с овощами: картофелем, морковью, горошком, луком и чесноком. Обязательным ингредиентом сукалки является сушёный красный перец чорисеро. Сукалки обладает высокой энергетической ценностью и является основным блюдом. 
У каждого баскского повара есть свой рецепт сукалки и свои секреты его приготовления. На сукалки обычно требуется мясо с костями и мослами, подходит грудинка, шея и щековина. Важен также сорт картофеля и как его покрошить, а также соблюсти баланс между картофелем и подливкой. Порезанное кубиками мясо обжаривают, постепенно добавляют лук, морковь и горошек и тушат в течение нескольких часов. В последнюю очередь в рагу добавляется картофель.
Сукалки пользуется большой популярностью в Стране Басков, где проходят региональные конкурсы по приготовлению сукалки. Правильный сукалки — своего рода экзамен для баскского поварёнка на звание повара. Главный конкурс по сукалки проходит в Мунгии.